# Голицын, Фёдор Сергеевич
Князь Фёдор Серге́евич Голи́цын  (1781—1826) — действительный статский советник, камергер, начальник егермейстерской конторы.

## Биография
Представитель рода Голицыных. Родился 20 (31) декабря 1781 года; второй сын С. Ф. Голицына и Варвары Энгельгардт, племянницы Потёмкина.

Любимец отца, воспитывался в родительском имении Зубриловка вместе с будущим мемуаристом Ф. Ф. Вигелем, который оставил о нём следующий отзыв:
Лицо русской кормилицы, белое, полное, широкое, румяное, но с огненным взглядом и привлекательною улыбкой, делали наружность его весьма приятною; самой необычайной толщине своей умел он в молодости, посредством туалета, давать щеголеватую форму. Он прекрасно пел романсы и прилежно читал романы; в этом, кажется, заключались все его знания.
Будучи с малолетства записан в военную службу, в 1789 году Голицын был уже вахмистром лейб-гвардейского Конного полка, а в 1792 году произведён в корнеты того же полка; 7 января 1797 года тем же чином был переведён в кавалергардские эскадроны, при расформировании которых 8 ноября того же года возвращён обратно в Конную гвардию.
В марте 1798 года произведён в подпоручики, но уже 28 октября того же года отстранен от службы. После почти трёхлетнего перерыва, в течение которого он нигде не служил, 15 сентября 1801 года Голицын был произведён в камер-юнкеры. В 1804 году пожалован камергером, с причислением к Московскому архиву коллегии иностранных дел. 1 июля 1817 года Голицын был назначен начальником Егермейстерской конторы, где он и прослужил до 1825 года, когда вышел в отставку. Был пожалован чином егермейстера с сохранением чина камергера.
В 1807 году был награждён орденом Св. Анны 2-й степени.
Был известен в свете как отчаянный шутник и любитель повеселиться, а за свою чрезвычайную тучность, получил прозвище «пудовик». С его именем связано много забавных анекдотов. Стихотворный автопортрет Голицына оставил П. А. Вяземский:
Из Санкт-Питера на праздник

Я нарочно прилетел.

Балагур я и проказник

И пострел везде поспел.

Оценить меня глазами -

Я кажусь пудовиком;

Но попраздновать с друзьями

Не тяжел я на подъём.
Женившись на богатой наследнице, он смог дать полную волю своей страсти к роскоши и мотовству. Имея способность устраивать праздники, Голицын сделал свой дом на наб. Кутузова, д. 10 одним из самых блестящих в столице. Каждый вечер в его салоне собирался цвет тогдашнего общества, бывали иностранные принцы и члены царской фамилии. Дача же его в Царском Селе была, по выражению современника, «настоящим раем, жизнь шла в ней богато, раздольно и приветливо».

Унаследовав после смерти отца Зубриловку, Голицын пополнил и сформировал замечательную коллекцию художественных ценностей. Он собирал эмаль, фарфор, серебро, редкую посуду. Подражая Павловску, он обустроил зубриловский парк самым великолепным образом. Учредил в имении закрытое учебное заведение, где воспитывались дети небогатых помещиков. К концу жизни состояние Голицына было сильно расстроено, после смерти он оставил долг восемь миллионов рублей. Один из его родственников, граф Рибопьер, говорил о нём:
Мой кузен Фёдор обожает меняться: он меняет поместья на дом, дом на экипаж, а экипаж на табакерку - так что в результате у него оказывается одна табакерка.
Скончался после непродолжительной болезни от сухотки 12 (24) января 1826 года и был похоронен в своём родовом имении Зубриловка, куда переехала его вдова с детьми после продажи, в погашение долга, петербургского дома, царскосельской дачи, бриллиантов и коллекции картин.

## Семья
С февраля 1809 года был женат на фрейлине и кавалерственной даме княжне Анне Александровне Прозоровской (1782—1863), дочери генерал-фельдмаршала князя А. А. Прозоровского, последней в своем роду. В браке имели детей:
- Александр Фёдорович (1810—1899), генерал-майор; по ходатайству матери в 1852 году ему было разрешено именоваться фамилией Голицын-Прозоровский.
- Таисия Фёдоровна (03.07.1811[7]—1812), крещена 8 июля 1811 года в Симеоновской церкви на Моховой, крестница князя С. С. Голицына и бабушки А. М. Прозоровской.
- Сергей Фёдорович (1812—1849), поручик (штабс-ротмистр)[уточнить], погиб на охоте.
- Михаил Фёдорович (1813—8(14).08.1814 г. Москва, погребён в своей вотчине)
- Юлия Фёдоровна (15(27).11.1814 Москва —1881), статс-дама и обер-гофмейстерина двора; с 1835 года жена князя А. Б. Куракина, владельца соседнего с Зубриловкой имения Надеждино — у них сын Фёдор и дочь Елизавета, мать генерал-майора Кирилла Анатольевича Нарышкина.
- Давид Фёдорович (12.01.1816[8]—1855), крещен 2 февраля 1816 года в Сергиевском всей Артиллерии соборе при восприемстве великого князя Николая Павловича и графини А. В. Браницкой; камер-юнкер, надворный советник; состоял при русской миссии в Константинополе в 1844 году, погиб при переправе через реку Пронь в Тамбовской губернии. Был женат на дочери А. А. Столыпина, фрейлине Вере Аркадьевне Столыпиной (1821—1853).
- Александра Фёдоровна (1817—1841), скончалась незамужней.
- Константин Фёдорович (1819—1884) — его потомки ныне живут в Брюсселе.
- Борис Фёдорович (1821—1898).

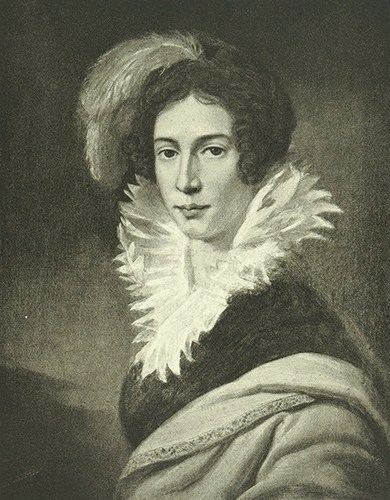
Анна Александровна, жена
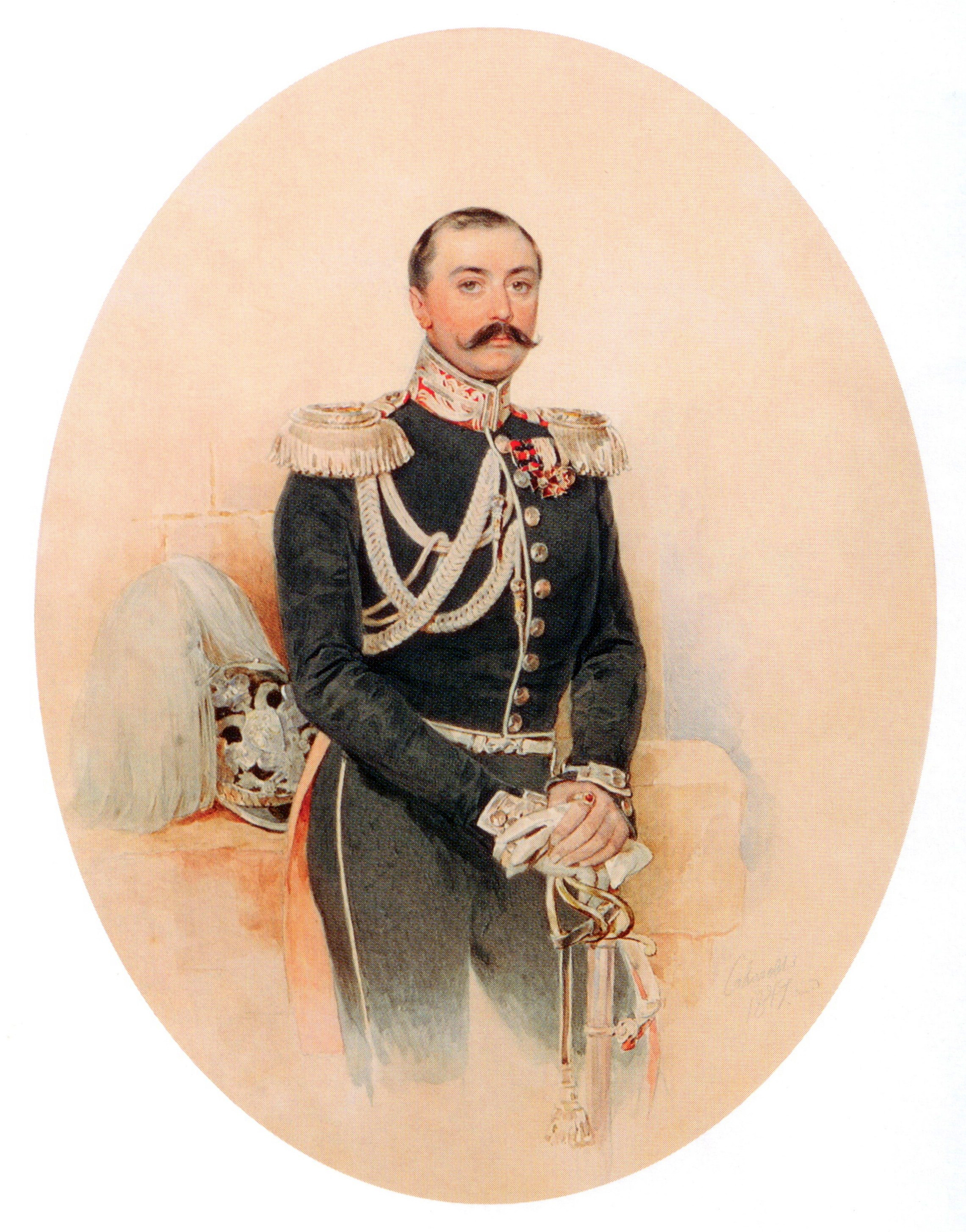
Александр Фёдорович, сын
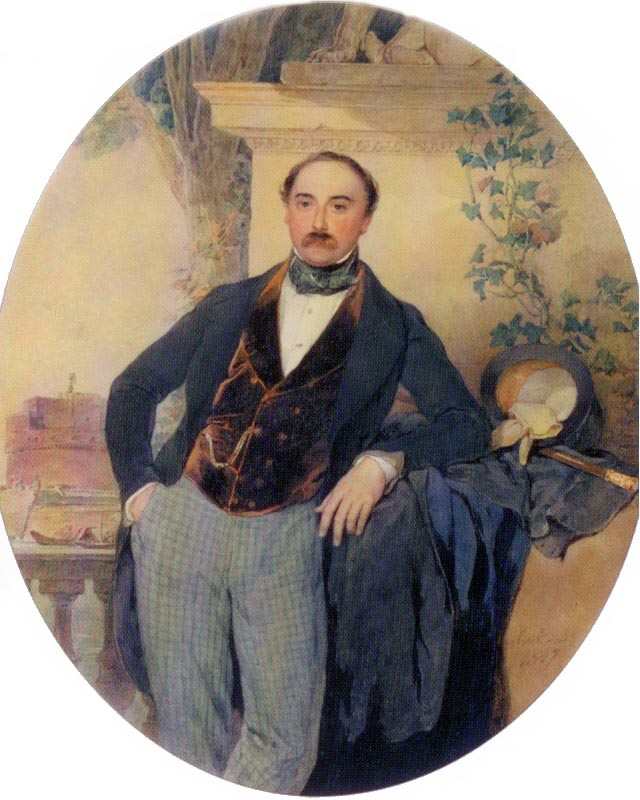
Сергей Фёдорович, сын
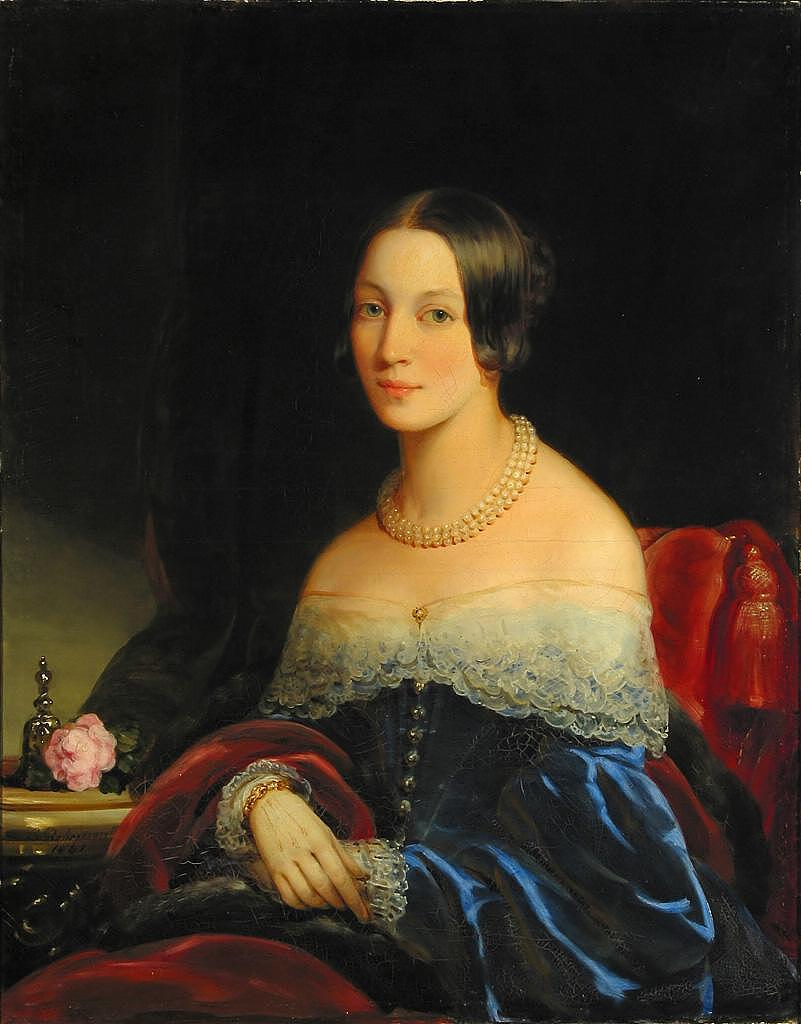
Юлия Фёдоровна, дочь